# Abnicken
Abnicken ist ein umgangssprachlicher Ausdruck für die formlose Zustimmung zu Entscheidungen per Kopfnicken. In der Jägersprache wird es abweichend für eine Form des Tötens verwendet.

## Umgangssprache
Besteht in Sitzungen oder Kommissionen ein Konsens über eine Entscheidung, kann das allgemeine Einverständnis mit einem Vorschlag durch Kopfnicken kundgetan werden. Der Vorsitzende kann dann bei weniger wichtigen Punkten der Tagesordnung auf eine Abstimmung verzichten. Andererseits wird das Wort häufig eher abfällig genutzt, wenn Entscheidungen bereits anderswo getroffen wurden (oft in „kleinem Kreis“, im "Hinterzimmer), formal aber ein anderes, größeres Gremium der Entscheidung danach nur noch „ihren Segen gibt“.
Ähnliche nonverbale Verhaltensweisen kommen in den Bezeichnungen „Durchklopfen“ (für lange Sitzungen z. B. von Hochschulgremien) oder beim „Durchwinken“ an Staatsgrenzen zum Ausdruck.